# ماثيو بيرس وات بولتون
ماثيو بيرس وات بولتون (22 سبتمبر 1820-30 يونيو 1894)، نشر أيضًا تحت الاسم المستعار إم بي دبليو بولتون، كلاسيكي بريطاني، وعضو منتخب في الجمعية الميتافيزيقية في المملكة المتحدة، وعالم هاوي ومخترع، اشتهر باختراعه جنيح الطائرة، وهو جهاز أساسي للتحكم في الطيران الجوي. حصل على براءة اختراع الجنيح في عام 1868، قبل حوالي 36 عامًا من استخدامه لأول مرة في رحلة مأهولة من قبل روبرت إسنو بلتيري في عام 1904.
كان بولتون ابن ماثيو روبنسون بولتون، وكذلك حفيد ماثيو بولتون، الذي أسس مصنع سوهو ودار سوهو لسك العملة. شارك جده أيضًا مع جيمس وات في تأسيس مسبك سوهو، الذي استخدم محركات بخارية من تصميم الأخير. ولد إم بي دبليو في عائلة ذات ثروة وموارد مالية كبيرة، تلقى تعليمه على نطاق واسع في الكلاسيكيات والفلسفة والعلوم، وأصبح فيما بعد ضليعًا في تصميم المحرك البخاري، ثم حول اهتمامه إلى التصاميم المفاهيمية الأساسية للدفع النفاث ومحركات الصواريخ. ومع ذلك، سرعان ما تضاءلت اهتماماته الشخصية في تشغيل المسبك وسك العملة التي ورثها عن والده، وأغلق بعد ذلك منشأة سك العملة وباعها في عام 1850. أجرى بعد ذلك العديد من الدراسات، وكتب مجموعة متنوعة من الأوراق وحصل على عدد من براءات الاختراع، بما في ذلك نظام التحكم في طيران الجنيح، وأنواع مختلفة من محركات الطاقة الدافعة ومركباتها مثل المراوح والمضخات، بالإضافة إلى أعمال أخرى في الطاقة الشمسية، والتصوير الفوتوغرافي وأكثر.
على الرغم من زواجه مرتين وتربية أسرة كبيرة، غير أن من عرفوا بولتون وصفوه بأنه منعزل. كان واحدًا من خمسة أعضاء فقط في الجمعية الميتافيزيقية الذين لم يظهروا في القاموس البريطاني للسيرة الوطنية. وصفته صفحة الوفيات في ذا تايمز بأنه «عضو موهوب في عائلة موهوبة...ويمتلك معرفة واسعة وصفات أصيلة»؛ ومع ذلك، يبدو أنه لم يسعى أبدًا إلى الشهرة ولم يحصل عليها في حياته، وإنجازاته معروفة بشكل رئيسي من خلال براءات الاختراع والكتابات المنشورة.

## بداية حياته
ولد بولتون في 22 سبتمبر 1820 في موس أولد نورتون، ستافوردشاير، إنجلترا، لوالده ماثيو روبنسون بولتون (8 أغسطس 1770 – 16 مايو 1842) وماري آن ويلكنسون (27 نوفمبر 1795 – 7 يونيو 1829). تم تعميده في كنيسة القديسة ماري، هاندسوورث، ستافوردشاير في 9 نوفمبر 1820. يمكن تتبع أسلاف إم بي دبليو إلى جون بولتون (لقبه بدون حرف U، تم إضافته بعد جيل أو جيلين) من ليتشفيلد، ستافوردشاير، الذي تزوج (الثرية لاحقًا) إليزابيث، ابنة ماثيو ديوت من ستيتشبروك، ستافوردشاير في أواخر القرن الخامس عشر. يعتقد أن جون بولتون ينحدر، ربما من حفيد روبرت بولتون (1572-19 ديسمبر 1631)، عميد جامعة بروتون، نورثهامبتونشاير في عام 1609 حتى وفاته.
ضمت عائلة إم بي دبليو بولتون المباشرة شقيقين أصغر منه سنًا (كلاهما اجتازا مرحلة الطفولة لكنهما توفيا بدون زواج) بالإضافة إلى ثلاث شقيقات وثمانية أبناء عمومة. أصبح صهره، جيمس باتريك مويرهيد (1813-1890، زوج أخت بولتون الكبرى كاثرين إليزابيث، 1816-1890)، كاتب سيرة جيمس وات.
كان جد بولتون ماثيو بولتون وجيمس وات قد أتقنوا المحرك البخاري خلال سبعينيات القرن الثامن عشر والذي سرعان ما أطلق الثورة الصناعية في إنجلترا، وباقي العالم لاحقًا. سُمي ماثيو بيرس وات على اسم جده وكذلك الشريك التجاري المقرب لجده، جيمس وات الذي أنشأ بشكل مشترك مسبك سوهو الذي استخدم محركاتهم. يعكس الاسم الثاني لبولتون أيضًا عائلة جدته الكبرى، عائلة بيرس في تشيستر، بول رينغ، بيرمنغهام.
اشترى والد إم بي دبليو، ماثيو روبنسون بولتون، في 1815-1816، عزبة تيو الكبرى وقصرها البالغة مساحتهم 3250 هكتارًا (8 آلاف فدان) في أبرشية كوتسوولد هيلز المدنية في أوكسفوردشاير. أضاف في عام 1825، مكتبة إحياء القوطية إلى الطرف الشرقي من القصر، وبحلول منتصف القرن التاسع عشر، امتلكت عائلة بولتون قسمًا كبيرًا على نمط العمارة التيودورية صممه إف إس والر حتى الطرف الغربي. بقيت عزبة تيو الكبرى مع عائلة بولتون المباشرة حتى توفي نجل إم بي دبليو ماثيو إرنست بولتون بدون وجود ورثة في عام 1914، ورثها بعدها في النهاية قريب بعيد للعائلة.
تضمن تعليم بولتون الأولي تدريسه في مدرسة خاصة في رويال ليمنغتون سبا (تسمى ببساطة ليمنغتون) يديرها القس أتوود، نائب كينيلورث. لم يكن في هذه المدرسة سوى ستة أولاد يتمتعون قدر جيد من التعليم الديني. حضر مع شقيقه الأصغر هيو ويليام (1821-1847) الذي توفي عن عمر يناهز 26 عامًا، ومع فرانسيس غالتون، لاحقًا السير فرانسيس غالتون، االموسوعي الإنجليزي اللامع الذي أصبح صديقه وظل كذلك خلال دراسته في كامبريدج.

درس بولتون الكلاسيكيات والفلسفة والعلوم في إيتون. وصف بولتون الحياة في مدرسته الداخلية في رسالة واحدة مكتوبة من إيتون «بحماس صبياني» قائلًا:
«منذ أسبوع تقريبًا، خرج صبيان يُدعيان وارينغ وستانلي للصيد... بعد أن حصلا على مجموعة من كلاب البيغل، وعندما اكتشف أمرهما السيد لوكسمور، هربا. لم يسمع عنهما أحد لمدة يومين أو ثلاثة أيام بعد ذلك، لكنهما عادا يوم الاثنين، وتم جلدهما ورفضهما.....» «ما تزال الألعاب الرئيسية هي كرة القدم والهوكي، لكن الكثيرين يخرجون في قوارب، وهو شيء ممنوع في هذا الوقت.....» «رفيقي الجديد فين أكبر مني سنًا إلى حد ما، لأنه سيبلغ الرابعة عشر في مايو، إنه لطيف إلى حد ما، وليس ذكيًا ولا غبيًا».
دخل بولتون كلية ترينيتي، كامبردج في أكتوبر 1838، حيث أجرى دراسات الرياضيات والمنطق والكلاسيكيات. كان معلمه الأول في كامبريدج هو عالم الرياضيات الإنجليزي جورج بيكوك (أستاذ علم الفلك في كامبريدج في حينها وصديق تشارلز باباج). كان من بين إنجازات بولتون الأولى حصوله على جائزة إيتون في فبراير 1839 عن مقالته التي حملت عنوان، تراجع وسقوط الإمبراطورية الفارسية، وجائزة لمجموعته من القصص القصيرة البارعة في جامعة كامبريدج في عام 1841. فاز أيضًا باثنين من ميداليات السير وليام براون في كامبريدج للشعر اللاتيني واليوناني. كتب الدكتور كريس أبتون من جامعة نيومان في بيرمنغهام عن قصيدة بولتون اللاتينية عام 1841 بعنوان «المركبات التي تقودها قوة البخار».
من ناحية ثانية، حتى عندما كان بولتون شابًا، كان معروفًا بتجنبه لفت نظر أقرانه لأنه «لا يرغب في جذب انتباه معاصريه»، وتجنب في النهاية المنح الدراسية الجامعية وغيرها من الأضواء. أظهر بولتون «لامبالاة تنافسية تجاه جميع المكافآت والامتيازات المرتبطة بإظهارها»، وذلك حسب ما كتب عنه مدرسه الثاني في كامبريدج، القس جون مور هيث (1808-1882)، في رسالة إلى والد الطالب وراعيه. استند رفض بولتون للتنافس على منح جامعة ترينيتي وغيرها من المنح الجامعية إلى اعتقاده بأن المسابقات «تضر أكثر مما تنفع»، وعلى أي حال كانت جوائزهم ذات قيمة أكبر بكثير للطلاب الفقراء في الجامعة.
تخرج بولتون من كامبريدج بدرجة بكالوريوس في عام 1845.